# シーザーサラダ
シーザーサラダ（西: Ensalada César）は、ロメインレタス、またはレタスを主体にしたサラダ。
名前の「シーザー」は、メキシコのレストラン「シーザーズ・プレイス」（Caesar's Place）のオーナーであったイタリア系移民の料理人であるシーザー・カルディーニに由来する（後述）。ジュリアス・シーザー（ユリウス・カエサル）の好物であったという説が散見されるが、全く根拠のない俗説である。

## 概要
ロメインレタスまたはレタスおよび、場合によりルッコラ(ロケット菜)の上に、生あるいは半熟の鶏卵または卵黄、ニンニク、塩、コショウ、レモン汁、オリーブ・オイル、ディジョンマスタード、ウスターソースから作られるシーザードレッシングに、削りおろしたパルメザンチーズとクルトンをトッピングして仕上げる。
現在では、ボリュームを出すために、グリルした鶏の胸肉、エビ、ステーキ、サーモンなどをトッピングすることも多い。

## 起源と伝来
1924年7月4日、アメリカ合衆国との国境に接するメキシコの町・ティフアナのレストラン、「シーザーズ・プレイス」（Caesar's Place）のオーナーであったイタリア系移民の料理人であるシーザー・カルディーニによって調理されたのが最初である。
当時のアメリカ合衆国では禁酒法が施行されていたため、ティフアナはハリウッドで働くアメリカ人たちが、酒を飲める歓楽街として賑わっていた。7月4日（アメリカ独立記念日）の夜、シーザーは手元に残っていたありあわせの材料でサラダを作ったという。やがてこのサラダは「シーザーサラダ」として評判となり、ティフアナに押しかけるハリウッドの芸能関係者たちはこれを本国に伝え広めた。
初期のシーザーサラダのドレッシングにはごく軽く火を通した鶏卵（コドルド・エッグ）が入っており、チーズはロマーノを用いていた。1920年代のシーザーズ・プレイスで食事をしたことのある後のフランス料理研究家ジュリア・チャイルド（Julia Child）によると、給仕が若いロメインレタスの葉とドレッシングをテーブルまで運んで客の目の前で和え、客はレタスを指でつまんで食べるのが決まりであったという。
現在のシーザーサラダには、アンチョビが入ることがあるが、元のレシピにはアンチョビは含まれていなかった。また、ドレッシングにウスターソースを入れることが多いが、シーザーはレシピを書き遺さなかったため、本来のシーザーサラダのドレッシングにウスターソースが入っていたかどうかは不明である。